# Sean Stone
Sean Ali Stone, född 29 december 1984, är en amerikansk filmregissör, filmproducent, filmfotograf, manusförfattare, programledare och skådespelare. Han är son till Elizabeth Burkit Cox och filmregissören Oliver Stone. Han konverterade till islam år 2012.

## Privatliv
Som konvertit till shiaislam år 2012, i en intervju med CNN, sa Stone att han hade accepterat Muhammed som profeternas sigill. I en intervju med Bill O'Reilly påstod han att den dåtida iranske presidenten Mahmoud Ahmadinejads uttalanden om Israel hade missförståtts.

## Filmografi (urval)
- 2010 – Wall Street: Money Never Sleeps - mindre roll
- 1999 – Any Given Sunday - mindre roll
- 1997 – U Turn - mindre roll
- 1995 – Nixon - som Donald Nixon
- 1994 – Natural Born Killers - som Kevin
- 1991 – JFK - som Jasper Garrison
- 1991 – The Doors - som unge Jim
- 1987 – Wall Street - som Rudy Gekko
- 1986 – Salvador - barnroll